# 1953 dans le catholicisme
Chronologie du catholicisme
- 1949
- 1950
- 1951
- 1952
- 1953
- 1954
- 1955
- 1956
- 1957

Cet article présente les faits marquants de l'année 1953 dans le catholicisme.

## Évènements
- 12 janvier : Création de 24 cardinaux par Pie XII parmi lesquels Angelo Giuseppe Roncalli, futur pape Jean XXIII.
- 7 octobre : Consécration de la Basilique Notre-Dame-du-Rosaire de Fátima

## Naissances
- 3 janvier : Laurent Dognin, prélat français, évêque de Quimper et Léon
- 19 janvier : Cyprian Kizito Lwanga, prélat ougandais, archevêque de Kampala († 3 avril 2021)
- 14 janvier : 
  - Jean-Pierre Cottanceau, prélat français, archevêque de Papeete
  - Patrick Le Gal, prélat français, évêque auxiliaire de Lyon et évêque titulaire d'Arisitum
- 20 janvier : Filipe do Rosário Ferrão, cardinal indien, archevêque de Gao et Daman et patriarche des Indes orientales
- 28 janvier : Christian Kratz, prélat français, évêque auxiliaire de Strasbourg et évêque titulaire de Themisonium
- 2 février : 
  - Jean-Marie Petitclerc, prêtre salésien, éducateur spécialisé et écrivain français
  - Zdenko Križić (en), prélat croate, archevêque de Split-Makarska, précédemment évêque de Gospić-Senj (hr)
- 5 février : James Patrick Powers (en), prélat américain, évêque de Superior (en)
- 26 février : Alan McGuckian, prélat jésuite nord-irlandais, évêque de Down et Connor
- 27 février : George Nkuo, prélat camerounais, évêque de Kumbo
- 10 mars : Thierry Magnin, prêtre, physicien et enseignant français
- 13 mars : Leopoldo Girelli, prélat français, diplomate du Saint-Siège et archevêque titulaire de Capri (de)
- 2 avril : Robert Finn, prélat américain, évêque de Kansas City, démissionnaire pour mauvaise gestion d'abus
- 15 avril : Leo Boccardi, prélat italien, diplomate du Saint-Siège et archevêque titulaire de Bitettum (de)
- 18 avril : Ludger Schepers, prélat allemand, évêque auxiliaire d'Essen et évêque titulaire de Néapolis-en-Proconsulaire (de)
- 6 mai : Albert LeGatt, prélat canadien, archevêque de Saint-Boniface
- 8 mai : Antonio Arcari, prélat italien, diplomate du Saint-Siège et archevêque titulaire de Caeciri (de)
- 9 mai : Pierre d'Ornellas, prélat français, archevêque de Rennes, Dol et Saint-Malo
- 25 mai : Francesco Moraglia, prélat italien, patriarche de Venise
- 28 mai : José Câmnate na Bissign (en), prélat bissaoguinéen, évêque de Bissau (en)
- 30 mai : Vito Rallo, prélat italien, diplomate du Saint-Siège et archevêque titulaire d'Alba (de)
- 3 juin : Jean-Yves Lacoste, philosophe et théologien français
- 8 juin : Médard Léopold Ouédraogo, prélat burkinabé, évêque de Manga
- 12 juin : John Arnold, prélat britannique, évêque de Salford
- 15 juin : Georges Colomb, prélat français, évêque de La Rochelle, accusé d'abus sexuels
- 22 juin : 
  - Jean Damascène Bimenyimana, prélat rwandais, évêque de Cyangugu († 11 mars 2018)
  - Wim Eijk, cardinal néerlandais, archevêque d'Utrecht
- 5 juillet : Peter Brignall, prélat britannique, évêque de Wrexham
- 15 juillet : Martin Vidović, prélat croate, diplomate du Saint-Siège et archevêque titulaire de Nona (de)
- 24 juillet : Ivo Scapolo, prélat italien, diplomate du Saint-Siège et archevêque titulaire de Thagaste (de)
- 27 juillet : Pedro López Quintana, prélat espagnol, diplomate du Saint-Siège et archevêque titulaire d'Acropolis (de)
- 7 août : Guy de Kerimel, prélat français, archevêque de Toulouse
- 29 août : Augustine Tochukwu Ukwuoma (de), prélat nigérian, évêque d'Orlu (en)
- 12 septembre : Bernt Ivar Eidsvig, prélat augustin norvégien, évêque d'Oslo
- 17 septembre : Francisco Montecillo Padilla, prélat philippin, diplomate du Saint-Siège et archevêque titulaire de Nebbio
- 21 septembre : Reinhard Marx, cardinal allemand, archevêque de Munich
- 29 septembre : Daniel Mizonzo, prélat congolais, évêque de Nkayi
- 20 octobre : Bienheureuse Lindalva Justo de Oliveira, religieuse et martyre de la pureté brésilienne († 9 avril 1993)
- 28 octobre : Jean-Luc Bouilleret, prélat français, archevêque de Besançon
- 6 novembre : Reinhard Hauke, prélat allemand, évêque auxiliaire d'Erfurt et évêque titulaire de Flumenepiscense (de)
- 21 novembre : Luc Cyr, prélat canadien, archevêque de Sherbrooke
- 15 décembre : John Hsane Hgyi, prélat birman, évêque de Pathein († 22 juillet 2021)
- Date précise inconnue : Georges Picquenard, prêtre et historien français

## Décès
- 7 février : Bienheureux Alfredo Cremonesi, prêtre, missionnaire en Birmanie et martyr italien (° 15 mai 1902)
- 24 mars : Paul Couturier, prêtre français, pionnier de l’œcuménisme (° 29 juillet 1881)
- 30 mars : Alexandre Vachon, prélat canadien, archevêque d'Ottawa (° 16 août 1885)
- 5 mai : Jimmy Tompkins, prêtre et enseignant canadien (° 7 septembre 1870)
- 27 mai : Bienheureuse Mariantonia Samà, religieuse et mystique italienne (° 2 mars 1875)
- 8 juin : Bienheureux István Sándor, religieux salésien et martyr hongrois du communisme (° 13 mai 1914)
- 20 juin : Charles-Albert Gounot, prélat français, archevêque de Carthage (° 6 janvier 1884)
- 27 juin : Bienheureux Ioan Suciu, prélat grec-catholique roumain, administrateur apostolique de Făgăraş et Alba Iulia, martyr du communisme (° 4 décembre 1907)
- 18 août : Émile Jacob, prêtre, historien local et prêtre français (° 21 novembre 1867)
- 28 août : Louis-Gabriel-Xavier Jantzen, prélat et missionnaire français, archevêque de Chongqing (° 23 septembre 1885)
- 3 octobre : Bienheureux Szilárd Ignác Bogdánffy, prélat roumain, évêque auxiliaire d'Oradea Mare et évêque titulaire de Moglaena (de), martyr du communisme
- 10 octobre : Roberto Vicentini, prélat italien, diplomate du Saint-Siège, dernier patriarche latin titulaire d'Antioche (° 30 juin 1878)
- 5 novembre : Alain de Boismenu, prélat et missionnaire français, vicaire apostolique de Papouasie et évêque titulaire de Claudiopolis-en-Honoriade (de) (° 27 décembre 1870)
- 30 décembre : Félix Klein, prêtre et voyageur français (° 12 juillet 1862)